# Sherrod Brown
Sherrod Campbell Brown, född 9 november 1952 i Mansfield, Ohio, USA, är en amerikansk demokratisk politiker. Han var ledamot av USA:s senat från januari 2007 till januari 2025.
Han avlade 1974 sin grundexamen vid Yale University med ryska som huvudämne. Han avlade sedan 1981 sin master's i pedagogik och offentlig förvaltning vid Ohio State University.
Han var ledamot av Ohio House of Representatives, underhuset i delstatens lagstiftande församling, 1975-1982. Han tjänstgjorde sedan som delstatens statssekreterare i Ohio 1983–1991. Han kandiderade till en tredje mandatperiod, men förlorade 1990 mot republikanen Bob Taft.
Brown var ledamot av USA:s representanthus från Ohio 1993-2007.
Brown är lutheran. Brown och hans familj hör till Evangelical Lutheran Church in America.

## USA:s senat
I 2006 års kongressval besegrade han sittande senatorn Mike DeWine med 56% av rösterna mot DeWines 44%.
År 2011, i National Journals årliga rankningar, var Brown oavgjord med åtta andra medlemmar för titeln till den mest liberala medlemmen av kongressen.
Sherrod Brown ställde upp för omval år 2018 för en tredje mandatperiod som senator. Primärvalet för båda partier var den 8 maj 2018. Brown vann lätt den demokratiska nomineringen med 100 procent av rösterna eftersom han hade inga utmanare, och mötte kongressledamoten Jim Renacci från Wadsworth. Brown besegrade Renacci den 6 november.